# Карановац (манастир)
Вижте пояснителната страница за други значения на Карановац.
Карановац е православен манастир в Република Сръбска на Босна и Херцеговина. Открит е археологически. На 27 декември 2024 г. е осветен, след като е възстановен по съвременен проект.
Манастирът се намира под планината Козара в долината на река Любина, ляв приток на река Върбас. Манастирът е разположен между селата Киевци и Гърбавци, в близост до Градишка, и се е простирал на площ повече от декар. Установено е по археологически данни, че манастирската църква е действаща в периода от 13 до средата на 16 век, когато е разрушена, а дялания камък от манастира е пренесен в Баня Лука за построяването на джамията на Ферхат паша. В близост до манастира има аязмо, а по предания манастирската камбана огласяла цялата долина. Предходно на мястото на средновековния манастир е имало късноантична или раннохристиянска базилика.
Мястото на средновековния манастир е изцяло проучено, като в околностите му са открити и 54 гроба, по-голямата част с мраморни стели с глаголически надписи. На една от тях, с глаголически надпис (хърватска традиция), е разчетено мъжко име в дателен падеж - Радин, което се свързва с периода 11-12 век. На мястото на манастира е намерен и надпис на кирилица от 1301 г., който предава, че в манастира е служил свещеник от манастира Ловница или Ломница, намиращ се западно в близост до Зворник, също в Република Сръбска. Предположително този манастир е издигнат във владенията на крал Стефан Драгутин, след разрива с брат му от 1282 г. Манастирът Карановац е най-западно засвидетелствания археологически сръбски православен манастир от периода преди османското завоевание на Босна (1463), и в частност на средновековна Босна, в която е институционализирана Босненската богомилска църква. 
През 2018 г. започва възстановяването на манастира по съвремен проект, след приключване на археологическите работи, като манастирската църква е осветена на 27 декември 2024 г., Стефановден.